# Wauhillau (Oklahoma)
Wauhillau es un lugar designado por el censo ubicado en el condado de Adair en el estado estadounidense de Oklahoma. En el Censo de 2010 tenía una población de 345 habitantes y una densidad poblacional de 27,02 personas por km².

## Geografía
Wauhillau se encuentra ubicado en las coordenadas 35°52′6″N 94°45′36″O / 35.86833, -94.76000. Según la Oficina del Censo de los Estados Unidos, Wauhillau tiene una superficie total de 20.55 km², de la cual 20.45 km² corresponden a tierra firme y (0.48%) 0.1 km² es agua.

## Demografía
Según el censo de 2010, había 345 personas residiendo en Wauhillau. La densidad de población era de 27,02 hab./km². De los 345 habitantes, Wauhillau estaba compuesto por el 28.12% blancos, el 0% eran afroamericanos, el 55.07% eran amerindios, el 0% eran asiáticos, el 0% eran isleños del Pacífico, el 1.16% eran de otras razas y el 15.65% pertenecían a dos o más razas. Del total de la población el 3.48% eran hispanos o latinos de cualquier raza.